# Макуруре
Макуруре (на португалски: Macururé) е град и община в Източна Бразилия, щат Баия, мезорегион Вали Сао-Франсискано да Баия, микрорегион Пауло Афонсо. Според Бразилския институт по география и статистика през 2010 г. общината има 8067 жители.